# Lijst van golfbanen in Nieuw-Zeeland

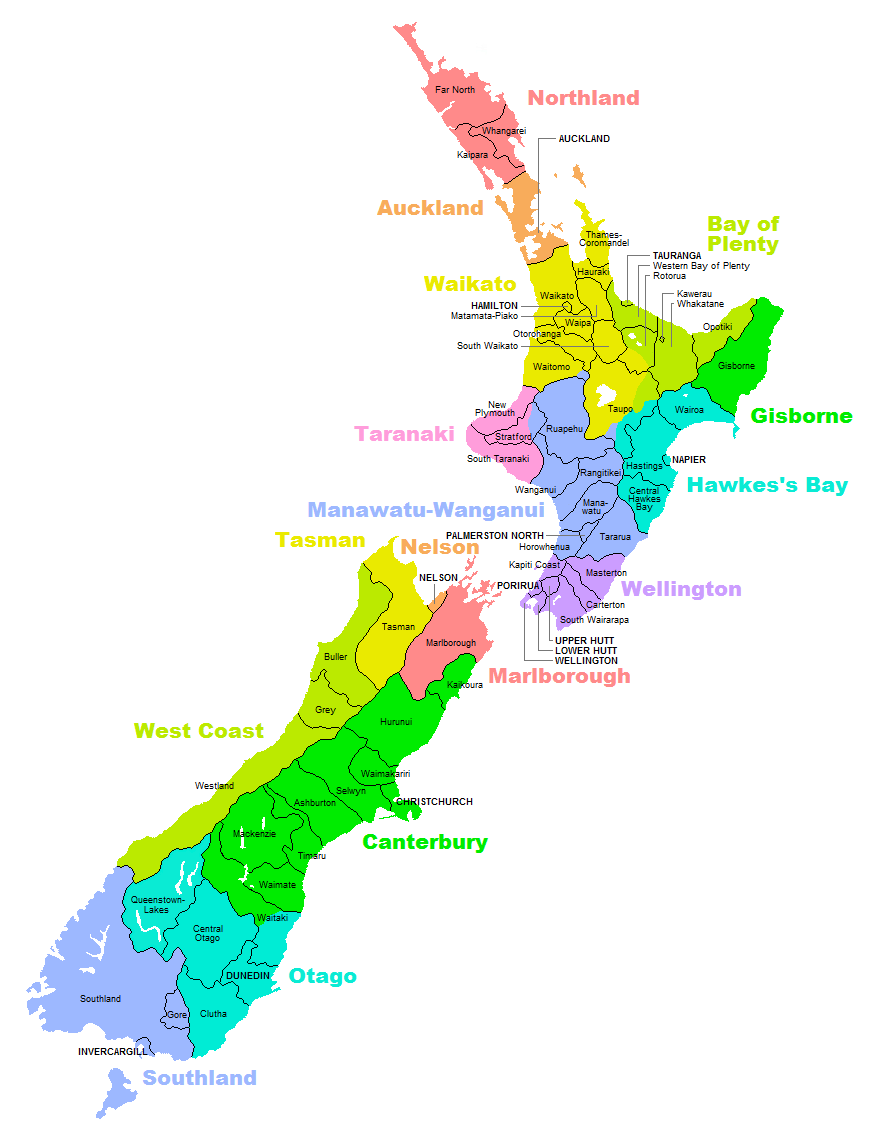
Kaart met regio's van Nieuw-Zeeland

Deze lijst van golfbanen in Nieuw-Zeeland geeft een overzicht van golfbanen die gevestigd zijn in Nieuw-Zeeland en onderverdeeld zijn in hun regio's. De Nieuw-Zeelandse golfbond, de "New Zealand Golf", erkent tot op heden meer dan 200 golfbanen.
Deze (incomplete) lijst bevat alleen golfbanen die gebruikt werden voor grote golftoernooien, dat georganiseerd werd door verscheidene golftours, vooral de Australaziatische PGA Tour en de ALPG Tour. De bekendste golftoernooien zijn het New Zealand Open voor de heren en dat voor de dames.

## Auckland
- Formosa Golf Resort, Auckland
- Remuera Golf Club, Remuera
- Royal Auckland Golf Club, Auckland
- The Grange Golf Club, Auckland
- Titirangi Golf Club, Auckland

## Canterbury
- Christchurch Golf Club, Christchurch
- Clearwater Golf Club, Christchurch
- Pegasus Golf & Sports Club, North Canterbury
- Russley Golf Club, Christchurch

## Hawke's Bay
- Hastings Golf Club, Hastings
- Napier Golf Club, Napier

## Manawatu-Wanganui
- Manawatu Golf Club, Palmerston North
- Wanganui Golf Club, Whanganui

## Northland
- Gulf Harbour Golf Club, Whangaparaoa

## Otago
- Millbrook Golf Course, Arrowtown
- Otago Golf Club, Dunedin
- St. Clair Golf Club, Dunedin
- The Hills Golf Club, Arrowtown

## Southland
- Invercargill Golf Club, Invercargill

## Taranaki
- New Plymouth Golf Club, New Plymouth

## Waikato
- Hamilton Golf Club, Hamilton

## Wellington
- Miramar Golf Club, Wellington
- Paraparaumu Beach Golf Club, Paraparaumu
- Royal Wellington Golf Club, Upper Hutt